# 鋼鉄兄弟
鋼鉄兄弟（こうてつきょうだい）は、鋼鉄1号と鋼鉄2号による音楽ユニット。

## メンバー
- 鋼鉄1号（こうてつ - ごう、2961年2月18日）(RM01)：影山ヒロノブ
- 鋼鉄2号（こうてつ - ごう、2967年8月28日）(RM02)：遠藤正明

（生年月日は設定上の生年月日、2人とも出身地、血液型等の詳細は不明）

## 設定
元々は2997年（鋼鉄兄弟の現代におけるデビューの年である1997年の1000年後）の時代にいた未来人。
2997年の未来にはマルチメディアの発達によりCDやレコードの文化が存在せず、ライブハウスもレコード会社も存在しない。
ある町の骨董屋でたまたまCDを見つけこれにカルチャーショックを受け、過去の世界でCDデビューをする事を目標にタイムマシンで1997年にタイムスリップし、今に至る。

## ディスコグラフィ

### シングル
|     | 発売日        | タイトル       | 規格品番  | タイアップ |
| --- | ------------- | -------------- | --------- | --- |
| 1st | 1998年2月21日 | BRAVE HEART    | CODC-1434 | テレビ東京系アニメ『爆走兄弟レッツ&ゴー!!MAX』及びPSゲーム『爆走兄弟レッツ&ゴー!! エターナルウィングス』オープニングテーマ |
| 2nd | 1998年5月21日 | METAL BROTHERS | CODC-1513 | |

### アルバム
|     | 発売日        | タイトル                  | 規格品番   |
| --- | ------------- | ------------------------- | ---------- |
| 1st | 1997年9月20日 | ROBOMETAL ZZZ             | COCC-14505 |
| 2nd | 1998年4月21日 | ROBOMETAL II 〜鋼の抱擁〜 | COCC-14922 |

## 出演
テツワン探偵ロボタック 30話「フラレ男の一発逆転」 - 鋼鉄兄弟（本人）役

## 余談
本ユニットは上述の通り『爆走兄弟レッツ&ゴー!!MAX』のオープニング曲を歌っているが、影山に限って言えば
- 前作(第2期)『爆走兄弟レッツ&ゴー!!WGP』のOP『GET THE WORLD』
- 第二期劇場版のエンディング『｢俺たち｣のテーマ』
- 今作の初期エンディング『My name is カーボーイ』

を単独名義で歌っており、結果として『レッツ&ゴー!!』第2期・3期のOPを連続して、かつ第2期劇場版・第3期初期のOP・EDの双方を担当していることとなる。
また上述の設定にある｢CDなどの消えた世界｣であるが、現実世界においては1997年から30年と経たない2020年代前半時点ですでにCD不況が叫ばれレコード店が衰退する(アメリカにおけるタワーレコード終焉など)、ダウンロード販売やサブスクリプション方式、動画投稿サイトでの視聴などインターネット上での流通が台頭すると同時にアーティスト自身が直接発表できる環境が整いつつあるなどその片鱗を見せつつある。